# Lysimachia rubiginosa
Lysimachia rubiginosa är en viveväxtart som beskrevs av William Botting Hemsley. Lysimachia rubiginosa ingår i släktet lysingar, och familjen viveväxter. Inga underarter finns listade i Catalogue of Life.